# Azbukinia
Azbukinia — рід грибів. Назва вперше опублікована 1989 року.

## Класифікація
До роду Azbukinia відносять 1 вид:
- Azbukinia ferruginea